# مبنى فلاتيرون
مبنى فلاتيرون (بالإنجليزية: Flatiron Building)‏ واسمه الأصلي مبنى فولر (بالإنجليزية: Fuller Building)‏ هو مبنى مشهور في مدينة نيويورك في الولايات المتحدة الأمريكية.

## تكوينه
شكله مثلث، ويتكون من 22 طابق، وارتفاعه 86.9 متر، وهيكله فولاذي. 

## الموقع
يقع في 175 الشارع الخامس في قسم فلاتيرون وهو أحد أقسام حي مانتهاتن في مدينة نيويورك. 
بعد الانتهاء من بناءه في عام 1902 كان أحد أطول المباني في المدينة بطوابقه العشرين، وأحد مبنيين اثنين من ناطحات السحاب شمال الشارع الرابع عشر – والمبنى الآخر هو برج شركة مترولبيتان للتأمين على الحياة.
يقع المبنى على ناصية مثلثة شكلها الشارع الخامس وبرودواي والشارع الثاني والعشرين الشرقي. 
يلقب المبنى بأنه أحد أشهر ناطحات السحاب في العالم، ورمز لروح مدينة نيويورك.

## معرض صور

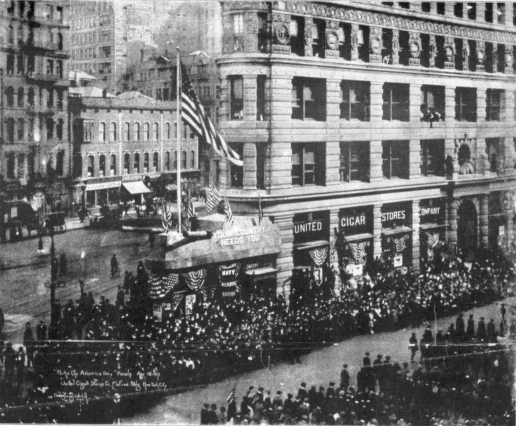
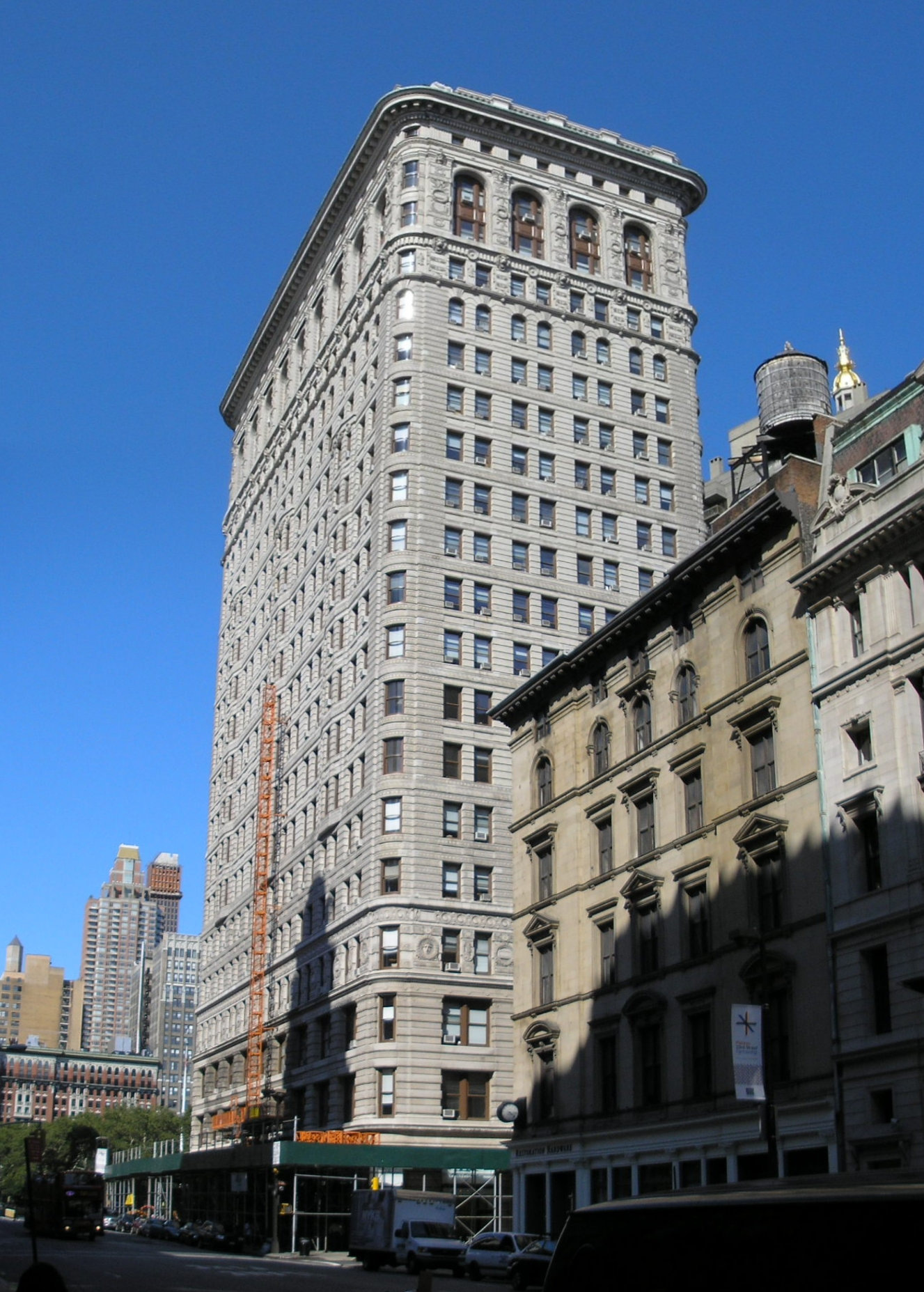
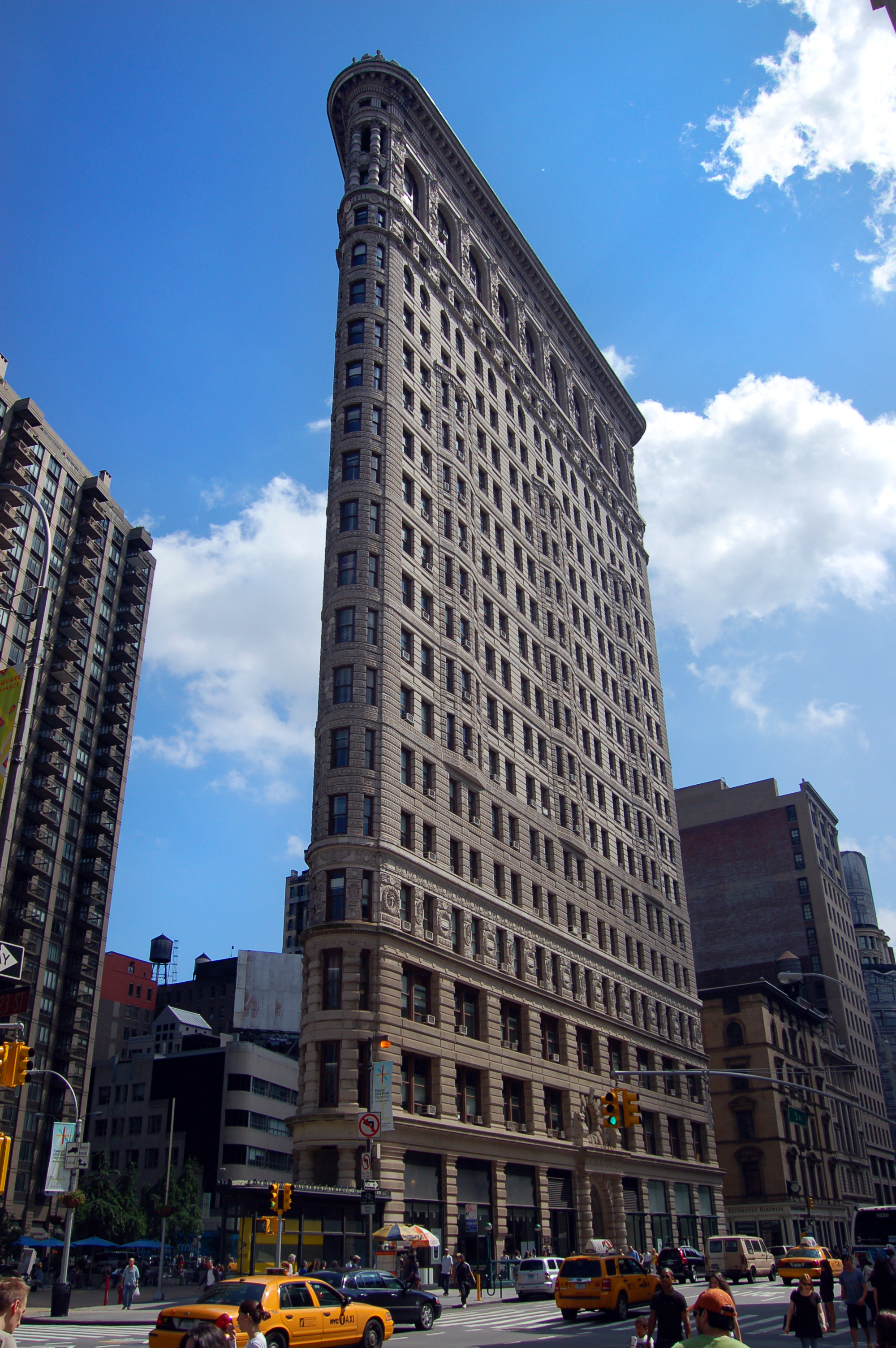
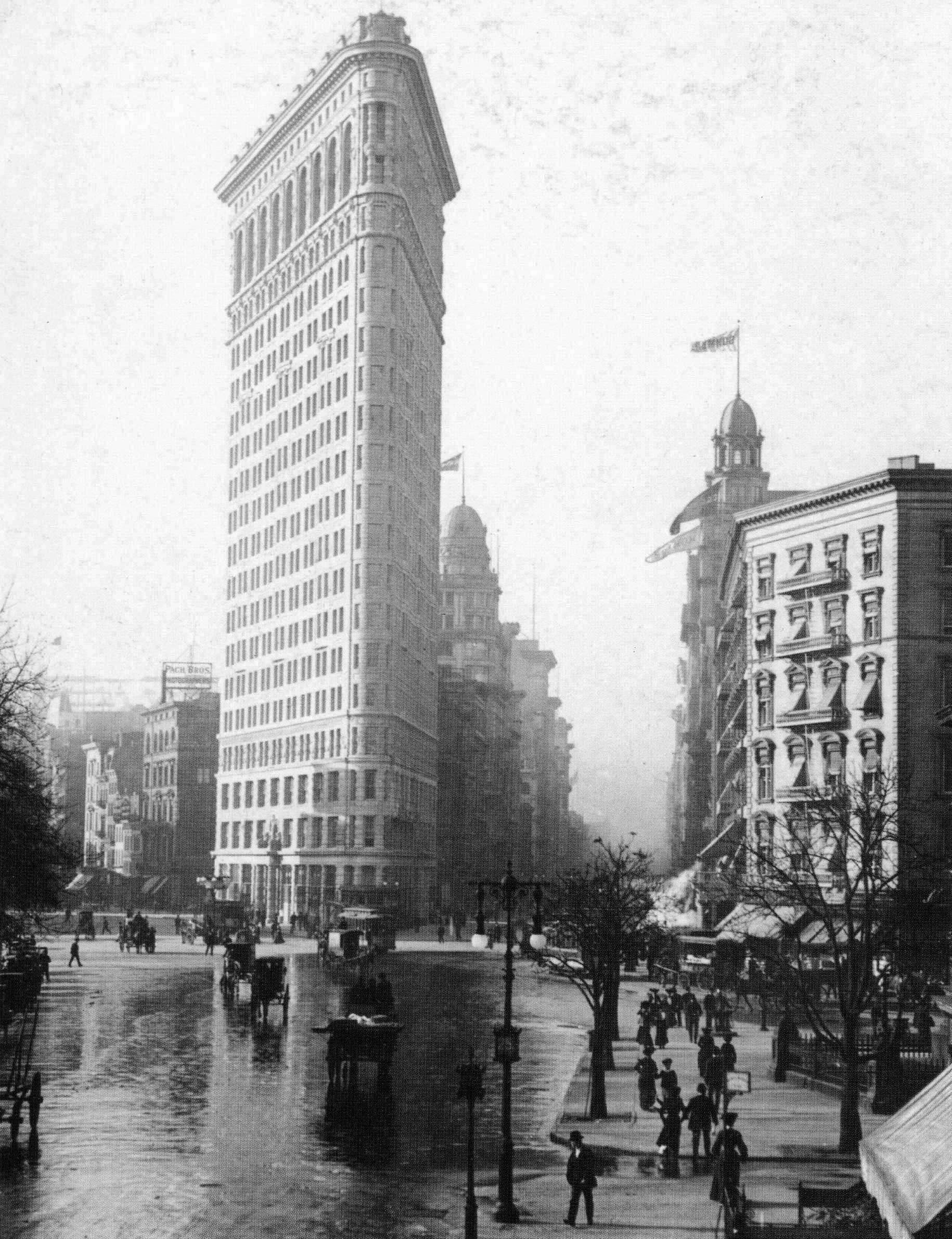
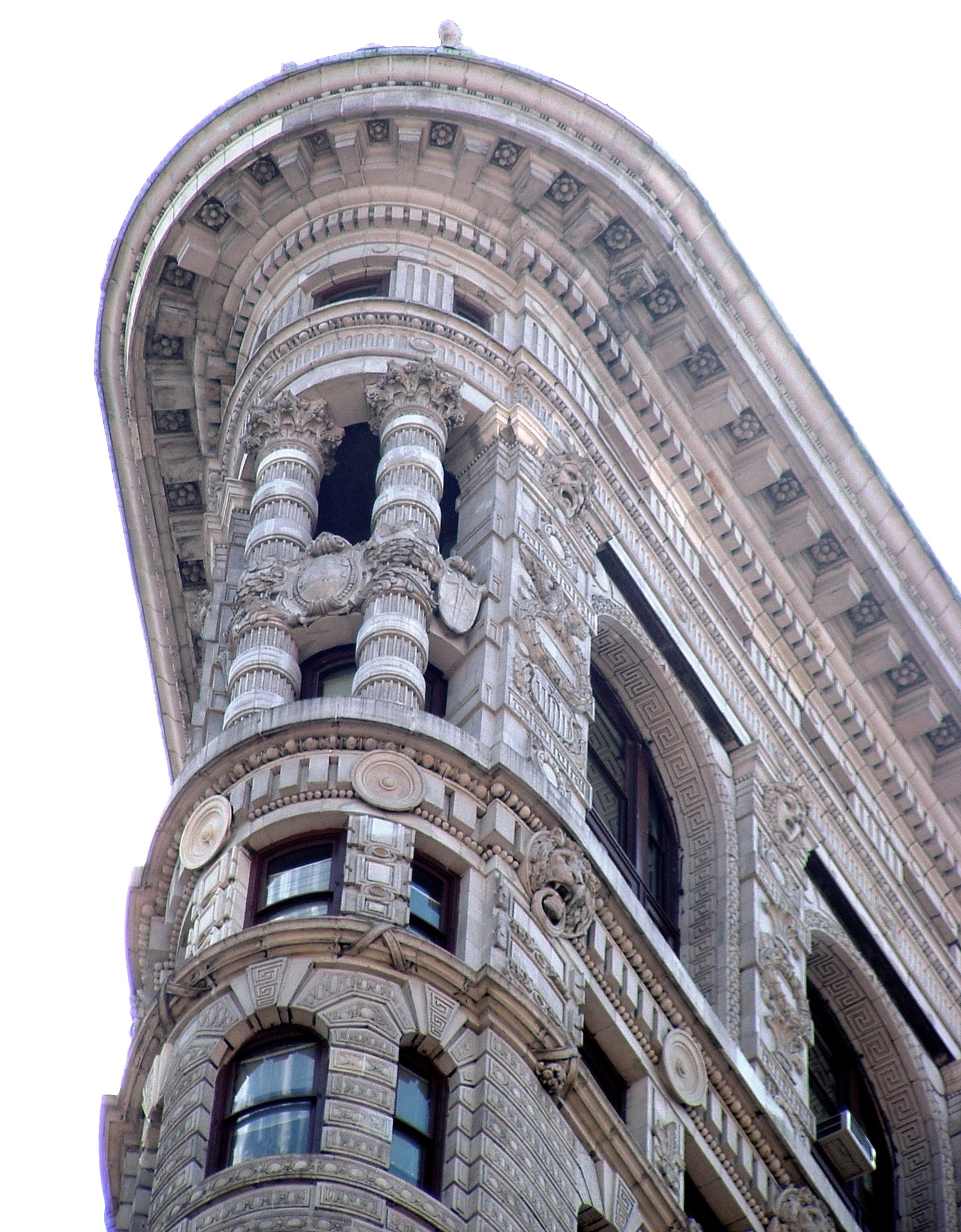